# Schloss Kalmreuth

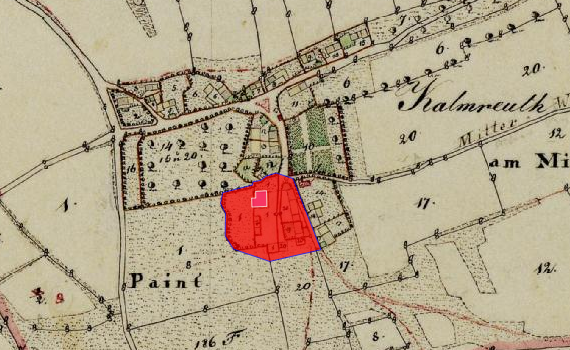
Lageplan von Schloss Kalmreuth auf dem Urkataster von Bayern

Das Schloss Kalmreuth liegt in Kalmreuth (Kalmreuth 1), einem Gemeindeteil des Marktes Floß im oberpfälzischen Landkreis Neustadt an der Waldnaab. Es ist unter der Aktennummer D-3-74-121-74 als Baudenkmal verzeichnet. „Archäologische Befunde der frühen Neuzeit im Bereich des ehem. Landsassengutes und Schlosses von Kalmreuth“ werden zudem als Bodendenkmal unter der Aktennummer D-3-6239-0090 geführt.

## Geschichte
Aus dem Salbuch des böhmischen Königs Karl IV. über die nördliche Oberpfalz geht hervor, dass Ulrich Stürgans in Kalmreuth und Schwarzenbach als Besitzer von vier Höfen genannt wird. Die Anwesen gehörten zur Burghut Floß. Dieser Anteil wurde 1403 von König Ruprecht an Konrad Armannsreurther verliehen. Als Burghut und Lehen des Landesherrn erscheint Kalmreuth wieder in der Mitte des 15. Jahrhunderts bis zur zweiten Hälfte des 17. Jahrhunderts als pfalz-sulzbachisches Mannlehen der Schirndinger. 1452 wird Mathes Schirndinger als Lehensinhaber der Burghut Kalmreuth mit drei Höfen in Kalmreuth, zwei Höfen zu Meirhöfen, drei Höfen in Edelhof sowie mit der damaligen Wüstung Schwarzenbach genannt. Im Floßer Salbuch von 1598 werden Balthasar und Erhardt von Schürnding genannt, verstorben 1586 und 1587. Der Letzte aus dem Geschlecht der Schirndinger war Johann Friedrich von Schirnding auf Kalmreuth († 1685). Dadurch fiel das Gut an den Landesherrn und Pfalzgraf Christian August zurück. Das Gut war allerdings im Laufe des Dreißigjährigen Krieges verwüstet worden; in einem vorbereiteten Lehensbrief war festgehalten, dass der zukünftige Lehensinhaber den Betrag zur Wiedererrichtung zurückerstattet bekäme und dass das Heiratsgut der Witwe Maria Beate von Schirnding und ihrer beiden Schwestern in Bargeld abgelöst werden sollte.
Nachfolger auf Kalmreuth wurde Andreas Lazarus von Imhof, seit 9. Mai 1687 Pfleger im Amt Floß, sulzbachischer Hofrat und Lehensprobst im Fürstentum Sulzbach. Ihm folgte 1703 Georg Christoph von Grafenreuth nach. Georg Christoph von Gravenreuth (* 1667 wahrscheinlich in Oberredwitz; † 6. März 1736 in Kalmreuth) war Stifter des Gravenreuther Stifts in Bayreuth. Kurz vor seinem Ableben hatte er das Gut an Christian Friedrich von Podewils veräußert. Dessen Sohn Christian hatte Kalmreuth über die Jahrhundertwende inne. Der Rittmeister Franz von Podewils trat 1813 seine jurisdiktionsbaren Hintersassen mit der niederen Gerichtsbarkeit an den Kammerherrn von Silbermann ab; dieser Tausch kam offensichtlich nicht zustande, denn am 23. Februar 1819 verkaufte Freiherr von Podewils das seit 1815 allodifizierte Gut an den königlichen Kämmerer August Freiherr Voigt von Salzburg aus Ansbach. Die Gerichtsbarkeit wurde mit dem Verkauf als erloschen erklärt. Im 19. Jahrhundert gehörte das gutherrschaftliche Dorf mit Schloss, Bierschankhaus, Hirtenhaus, 14 Häusern und rund 100 Einwohnern zur Landgemeinde Schlattein und wurde mit Schlattein am 1. Januar 1972 in den Markt Floß eingegliedert.

## Beschreibung
Das am südlichen Dorfrand gelegene ehemalige Landsassengut ist ein L-förmiger zweigeschossiger Walmdachbau mit Granitrahmungen. Das Portal weist die Jahreszahlen 1623 und 1819 auf, ein Beleg, dass das Gebäude mehrfach umgestaltet wurde.